# Frederick Reines
Frederick Reines (Paterson, New Jersey, 1918. március 16. – Orange, Kalifornia, 1998. augusztus 26.) Nobel-díjas amerikai fizikus.
1995-ben fizikai Nobel-díjjal jutalmazták a neutrínó felfedezéséért (neutrínókísérlet).

## Életrajz
A New Jersey-beli Patersonban született, és a Stevens Institute of Technologyra járt. A New York Egyetemen szerezte meg a PhD-fokozatát.
Először a Los Alamos-i Nemzeti Egyetemen dolgozott, ahol felfedezte a neutrínót. Később a Case University vezetője lett 1959-1966 között. Alapító dékánja lett az újonnan indult Kaliforniai Egyetem, Irvine fizikai tudományok iskolájának. Haláláig ott dolgozott.